# Pitahauerat
Pitahauerat (Petahowerat, Pitavirate, Tappahs, Tappage Pawnee, Pani Tapage, Tapage Pawnee, Noisy Pawnees, Smoky Hill Pawnees), jedna od 4 relativno nezavisne konfederirane bande ili plemena Pawnee Indijanaca sa Smoky Hill Rivera. Dijelili su se na dva ogranka: Pitahauerat vlastiti i Kawarakish (Kawarakis).
Naziv Pitahauerat znači "down the stream," odnosno  "east," što označava položaj njihovog sela u odnosu na druge Pawnee-skupine. -Nazivani su i imenom Smoky Hill Pawnees jer su svojevremeno živjeli uz rijeku Smoky Hill, 900 kilometara dugi pritok Republicana, na području sadašnjeg Kansasa.

## Jezik
Pitahauerati su govorili istim dijalektom kao i Chaui i Kitkehahki, dok su se Skidi služili posebnim pawnee dijalektom. Jezik pawnee član je porodice Caddoan.

## Vanjske poveznice
- Swanton: Pawnee